# Wildes Wissen
Wildes Wissen – Das tierische Quiz ist eine Quizsendung des deutschen Privatsenders VOX.

## Besonderheiten und Spielablauf
Wildes Wissen unterscheidet sich von  anderen Quizsendungen im deutschen Fernsehen. Das fängt damit an, dass es keinen Moderator gibt, sondern lediglich den Sprecher Robert Steudtner, der das Geschehen aus dem Off kommentiert.
Es treten drei Teams, jeweils bestehend aus zwei Prominenten, gegeneinander an. Als weitere Besonderheit sitzen die Teams nicht gemeinsam in einem Fernsehstudio, sondern jedes Team in einem eigenen Wohnzimmer. Es ist nicht bekannt, ob es sich dabei um die Privatwohnungen der Prominenten handelt. Die Prominenten dürfen ihre Haustiere (z. B. Hunde) zu den Dreharbeiten mitbringen. Außerdem verspeisen sie während der Show Salzstangen, Weintrauben und andere Snacks.
Die Rateteams müssen im Verlauf der Sendung insgesamt 20 Multiple-Choice-Fragen beantworten, die alle in den Themengebieten Biologie, Natur und insbesondere Tiere zu verorten sind. Die Teams erfahren weder die Antworten noch den Punktestand der jeweils anderen Teams, dem Fernsehzuschauer sind diese Informationen aber  bekannt. Erst am Ende der Sendung wird auch den Prominenten mitgeteilt, wer die Show gewonnen hat. Ein Gewinn wird allerdings nicht ausgeschüttet, es handelt sich um ein reines Unterhaltungsspiel.

## Episodenliste
Siegerteams sind gelb unterlegt.
| Folge | Erstausstrahlung | Team 1 Punkte                   | Team 2 Punkte                | Team 3 Punkte                   |
| ----- | ---------------- | ------------------------------- | ---------------------------- | ------------------------------- |
| 1     | 8. März 2022     | Wigald Boning, Sonja Zietlow 11 | Judith Rakers, Matze Knop 16 | Ross Antony, Kate Kitchenham 11 |